# Drymonia
Drymonia é um género botânico pertencente à família Gesneriaceae.

## Sinonímia
Anisoplectus, Calanthus, Caloplectus, Erythranthus, Macrochlamys, Polythysania, Saccoplectus

## Espécies
Composto por 97 espécies:
Drymonia aciculata Drymonia affinis Drymonia alloplectoides
Drymonia anisophylla Drymonia antherocycla Drymonia anti-rrhina
Drymonia belizensis Drymonia bicolor Drymonia brevipes
Drymonia brochidodroma Drymonia buscalionii Drymonia calcarata
Drymonia campbellii Drymonia campostyla Drymonia candida
Drymonia chiapensis Drymonia chiribogana Drymonia coccinea
Drymonia conchocalyx Drymonia coriacea Drymonia coerulea
Drymonia crassa Drymonia crenatiloba Drymonia cristata
Drymonia delphinioides Drymonia doratostyla Drymonia doratostylus
Drymonia dressleri Drymonia ecuadorensis Drymonia erythroloma
Drymonia fimbriata Drymonia flavida Drymonia foliacea
Drymonia folsomii Drymonia glabra Drymonia grandiflora
Drymonia guatemalensis Drymonia hansteiniana Drymonia hoppii
Drymonia jacquini Drymonia killipii Drymonia laciniosa
Drymonia lanceolata Drymonia latisepala Drymonia lindmaniana
Drymonia longifolia Drymonia macrantha Drymonia macrophylla
Drymonia maculata Drymonia marmorata Drymonia microcalyx
Drymonia microphylla Drymonia mollis Drymonia mortoniana
Drymonia mucronulosa Drymonia multiflora Drymonia ochroleuca
Drymonia oinochrophylla Drymonia ovata Drymonia oxysepala
Drymonia parviflora Drymonia parvifolia Drymonia peltata
Drymonia pendula Drymonia pilifera Drymonia psila
Drymonia psilocalyx Drymonia pudica Drymonia pulchra
Drymonia punctata Drymonia punctulata Drymonia rhodoloma
Drymonia rhodotoma Drymonia rosea Drymonia rubra
Drymonia sarmentosula Drymonia semicordata Drymonia serrulata
Drymonia solitaria Drymonia spectabilis Drymonia splendens
Drymonia stenophylla Drymonia strigosa Drymonia suberecta
Drymonia submarginalis Drymonia sulphurea Drymonia talimensis
Drymonia tolimensis Drymonia turrialvae Drymonia ulei
Drymonia uninerva Drymonia uninervia Drymonia urceolata
Drymonia utuanensis Drymonia variegata Drymonia villosa
Drymonia warscewicziana

## Nome e referências
Drymonia Mart.